# Szudáni labdarúgó-szövetség
A szudáni labdarúgó-szövetség (arabul: الإتحاد السوداني لكرة القدم, rövidítve: SFA) Szudán nemzeti labdarúgó-szövetsége. A szervezetet 1936-ban alapították, 1948-ban csatlakozott a Nemzetközi Labdarúgó-szövetséghez, 1957-ben pedig az Afrikai Labdarúgó-szövetséghez, utóbbinak egyik alapító tagja. A szövetség szervezi a Szudáni labdarúgó-bajnokságot. Működteti a férfi valamint a női labdarúgó-válogatottat.
Az ország északi részén a labdarúgást a megszálló török illetve egyiptomi haderők honosították meg az 1920-as években, délen mintegy 20 évvel később a brit katonák által lett ismertté a játék, a helyi lakosok körében.